# راجش گوپاکومار
راجش گوپاکومار (انگلیسی: Rajesh Gopakumar؛ زادهٔ ۱۴ دسامبر ۱۹۶۷) دانشمند در زمینه نظریه ریسمان اهل هند است.